# 加藤繁美
加藤 繁美（かとう しげみ、1954年 - ）は、日本の教育学者、山梨大学名誉教授。

## 経歴
1954年（昭和29年）、広島県生まれ。1977年に岐阜大学教育学部を卒業後、名古屋大学大学院教育学研究科博士前期課程を修了。博士後期課程在学中の1986年10月に山梨大学教育学部講師に就任。その後、同大学で助教授、教授を歴任し、2018年に退職。退職後は東京家政大学子ども学部教授を務めた。

## 所属学会
- 日本教育制度学会
- 日本保育学会
- 日本教育法学会
- 日本教育学会[3]

## 著書
- 『子どもの自分づくりと保育の構造: 続・保育実践の教育学 (新保育論 2)』
- 『子どもへの責任: 日本社会と保育の未来 (保育の教室 2) 』
- 『保育者の現在』
- 『対話的保育カリキュラム〈上・下〉』
- 『子どもとつくる保育年齢別シリーズ（0～5歳児保育）』
- 『記録を書く人書けない人』
- 『子どもと歩けばおもしろい: 対話と共感の幼児教育論』
- 『保育者と子どものいい関係-保育実践の教育学-』
- 『対話と保育実践のフーガ: 時代と切りむすぶ保育観の探究』
- 『早期教育が育てる力、奪うもの: 幼児期に欠かせない人間らしさの“芯”の育ち』
- 『子どもとつくる3歳児保育: イッチョマエ!が誇らしい (子どもとつくる保育・年齢別シリーズ)』
- 『子どもとつくる4歳児保育: 揺れる心をドラマにかえて (子どもとつくる保育・年齢別シリーズ)』
- 『子どもとつくる5歳児保育: 本気と本気がつながって (子どもとつくる保育・年齢別シリーズ)』
- 『0歳～6歳心の育ちと対話する保育の本 (Gakken保育books)』